# Caslon
Caslon es refereix a una extensa família de fonts tipogràfiques que s'originen en els tipus dibuixats i fosos pel tipògraf anglès William Caslon. La família tipogràfica Caslon va sortir a la llum per primera vegada en 1734 en un catàleg publicat per Caslon; aquesta tipografia és considerada com la primera tipografia anglesa, ja que en aquest temps, els impressors anglesos solien importar tot tipus d'Holanda

## Característiques Serif
Caslon és una tipografia romana o amb serifas, que es caracteritza per tenir terminacions en angle recte, modulació moderada i una certa semblança amb les lletres cancelleresca venecianes.

## Ús a través del temps
La tipografia Caslon, va ser produïda inicialment de manera exclusiva per HW Caslon & Company; Caslon va ser àmpliament usada durant el segle xviii, particularment a Anglaterra i les seves colònies, era el tipus que es importava en major grau a les 13 colònies nord-americanes, cas curiós és que l'aparença aspra que tenien els primers impresos a Amèrica del Nord, es poden atribuir en part a l'oxidació que patien els tipus Caslon i altres durant el llarg viatge des de les illes britàniques. La tipografia Caslon va ser la que es va usar per imprimir la declaració d'independència dels Estats Units. però, amb l'adveniment de noves tecnologies d'impressió a fi d'aquest segle, la tipografia Caslon va caure en desús, donant pas a l'ús d'altres tipografies com la Bodoni. Durant el segle xix, la Caslon va desaparèixer de l'àmbit editorial, quan la successora de HW Caslon & Company, la Stephenson, Blake & Company, va relegar la tipografia publicant-la en un catàleg ple de fonts que per a l'època eren considerades "dissenys moderns".
No va ser fins al segle xix amb el sorgiment del moviment Arts and Craft que la tipografia Caslon va tornar a reaparèixer, ja que aquest moviment veia en els segles anteriors al boom de la industrialització una història tipogràfica plena de tipografies meravelloses i oblidades per causa de les noves tecnologies. Aviat les principals foneries com American Type Founders, Monotype, i Linotype van començar a realitzar nombroses versions de la Caslon per suplir la demanda creada, era molt popular per l'època, dins del gremi d'impressors escoltar de boca d'ells: "Davant el dubte, usa Caslon ", aquesta dita va ser utilitzat més tard amb una altra tipografia que va revolucionar el disseny gràfic contemporani:" davant el dubte, usa Helvètica ".
Actualment la popularitat de la Caslon ha minvat una mica, però segueix sent molt utilitzada en la composició de llibres. Existeixen versions digitals realitzades per la casa Adobe i la nova HW Caslon & Company, on, els "fonedors digitals" tracten d'apegar al màxim als dissenys originals de William Caslon.
Plantilla:Lletra tipogràfica